# Kanton Arajuno
Der Kanton Arajuno befindet sich in der Provinz Pastaza im Osten von Ecuador. Er besitzt eine Fläche von 8859 km². Im Jahr 2022 lag die Einwohnerzahl bei rund 9600. Verwaltungssitz des Kantons ist die Ortschaft Arajuno mit 1290 Einwohnern (Stand 2010).

## Lage
Der Kanton Arajuno befindet sich im Norden der Provinz Pastaza. Das Gebiet im Amazonastiefland. Der Río Curaray und dessen rechter Nebenfluss Río Villano bilden die Grenze im Süden, der Río Cononaco im östlichen Norden. Der Hauptort Arajuno ist über eine Straße von der Provinzhauptstadt Puyo erreichbar.
Die Flüsse Río Anzu und Río Arajuno entwässern das Areal nach Norden zum Río Napo. Die Fernstraße E45 (Puyo–Tena) führt durch den Kanton und an dessen Hauptort vorbei.
Der Kanton Arajuno grenzt im äußersten Osten an Peru, im Süden an den Kanton Pastaza, im Westen an den Kanton Santa Clara, im Nordwesten an den Kanton Tena der Provinz Napo sowie im Nordosten an die Kantone Francisco de Orellana und Aguarico der Provinz Orellana.

## Verwaltungsgliederung
Der Kanton Arajuno ist in die Parroquia urbana („städtisches Kirchspiel“)
- Arajuno

und in die Parroquia rural („ländliches Kirchspiel“)
- Curaray

gegliedert.

## Geschichte
Der Kanton Arajuno wurde am 25. Juli 1996 eingerichtet (Registro Oficial N° 996).
Entwicklung der Einwohnerzahl im Kanton Arajuno bei landesweiten Volkszählungen zum jeweiligen Gebietsstand:
| Jahr                    | Einwohner | +/-    |
| ----------------------- | --------- | ------ |
| 2001                    | 5.150     | –      |
| 2010                    | 6.491     | 26 %   |
| 2022                    | 9.553     | 47,2 % |
| Datenherkunft: Wikidata |           |        |

## Ökologie
Der östliche Teil des Kantons liegt innerhalb des Nationalparks Yasuní.